# Makov (Slowakije)

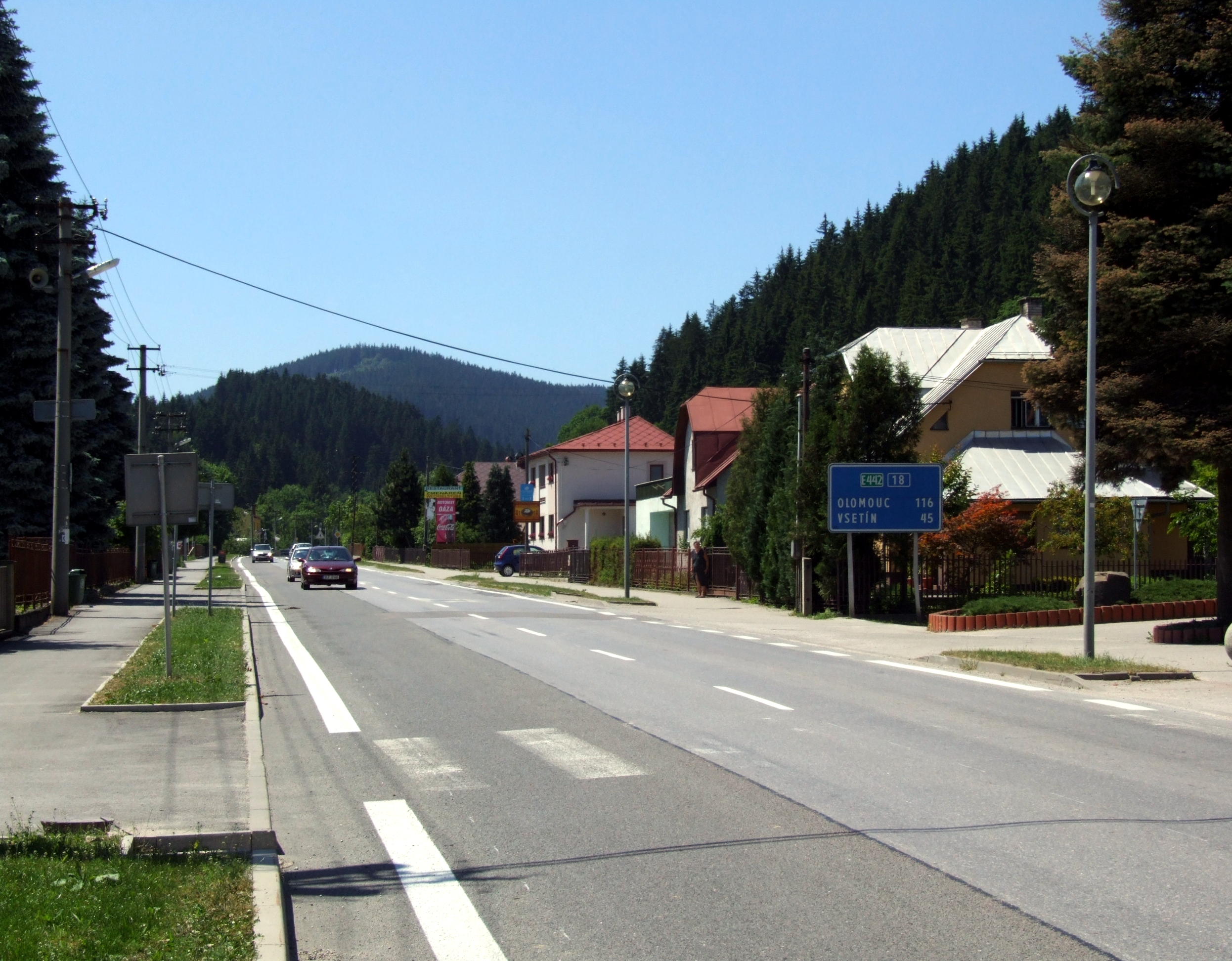
Makov

Makov (Hongaars: Trencsénmakó) is een Slowaakse gemeente in de regio Žilina, en maakt deel uit van het district Čadca.
Makov telt 1.847 inwoners.